# Бєльченко Сергій Савич
Бєльченко Сергій Савич (4 жовтня 1902, Солоне, Дніпропетровська область — 9 січня 2002, Москва) — високопоставлений працівник органів держбезпеки СРСР, в роки німецько-радянської війни — організатор і керівник партизанського руху на окупованій території. Нарком (міністр) внутрішніх справ Білоруської РСР (1943—1953), заступник голови КДБ СРСР (1957—1959). Генерал-полковник (18.02.1958).
Член РКП(б) з 1922 року. Депутат Верховної Ради СРСР 2—3-го скликань (1946—1954), Верховних Рад РРФСР і БРСР.

## Ранні роки
Народився в родині селянина-наймита. З 1921 року, після закінчення 3-місячних курсів, працював продовольчим інспектором в повітовому продовольчому комітеті. З березня 1924 року — в РСЧА, на службі в береговій артилерії Севастопольської фортеці. З 1925 року по 1927 рік — навчався в Київській військово-політичній школі.
З 1927 року — політрук, потім командир кавалерійського взводу маневреної групи 47-го прикордонного загону (місто Керки, Туркменістан), потім — в 48-му прикордонному загоні (місто Сарай-Камар, Таджикистан). З 1929 року — інструктор Окремої Сурхан-Дар'їнської погранкомендатури (місто Термез, Узбекистан). З 1930 року — помічник коменданта, комендант окремої погранкомендатури (місто Калаї-Хумб, Горно-Бадахшанська автономна область). Брав безпосередню участь у бойових діях проти басмачів.

## В ОГПУ/НКВД/КДБ
З 1932 року — слухач командно-політичного курсу Вищої прикордонної школи ОГПУ в Москві. З 1933 року — начальник клубу і викладач Вищої прикордонної школи ОГПУ /НКВД. З 17 червня 1937 року — інспектор політвідділу Головного управління прикордонних військ НКВС СРСР. З 26 квітня 1939 року — заступник начальника Відділу культосвітроботи політуправління Головного управління прикордонних військ НКВС СРСР, а потім заступник начальника Управління прикордонних військ НКВС БРСР.
З 2 листопада 1939 року — заступник начальника Управління НКВС по Білостоцькій області. З 1940 року — начальник Управління НКВС по Білостоцькій області. Незабаром був знижений на посаді до заступника начальника управління НКВС по Білостоцькій області. З 1941 року — начальник Управління НКДБ по Білостоцькій області.
У 1941 році — заступник начальника Особливого відділу Західного фронту. З травня 1942 року — начальник Західного штабу партизанського руху. З вересня 1942 року — представник Центрального штабу партизанського руху, член Військової ради Калінінського фронту. У 1943 році — заступник начальника Центрального штабу партизанського руху.
У 1943—1953 роках — нарком (міністр з 1946 року) внутрішніх справ Білорусі.
У 1953 році — начальник Третього спецвідділу МВС СРСР, згодом — командувач Ленінградським прикордонним округом. Начальник Управління КДБ по Ленінградській області (1954—1956).
У 1956—1957 роках — представник КДБ в Угорщині, в 1957—1959 роках — заступник голови КДБ при Раді Міністрів СРСР.
З 1959 року у відставці. Після 1959 працював в Радянському комітеті ветеранів війни. Член правління товариств дружби «СРСР — Швейцарія» і «СРСР — Люксембург». Почесний член товариства «Динамо».